# 國師嘉察巴
國師嘉察巴仁波切（藏語：རྒྱལ་ཚབ།，威利转写：Rgyal-tshab），又稱嘉察仁波切，噶瑪噶舉派中的轉世祖古傳承頭銜。信徒相信他是金剛手菩薩的化身，相傳曾轉世為阿難、祿東贊以及密勒日巴的弟子希哇俄等。
嘉察巴為噶瑪巴的攝政，名號中的「嘉」，即為「噶瑪巴」之意，「察」，則為「攝政」之意。目前傳承至第十二世，现任嘉察巴名讳扎巴丹巴雅培。

## 歷史
第一世嘉察巴·班觉顿珠曾被明景宗贈以國師頭銜以及一顆金印。